# Körperzellen Rock
Der Körperzellen Rock (auch: Jede Zelle meines Körpers ist glücklich) ist ein spirituelles Tanzlied von Astrid Kuby und Michael Mosaro. Eine auf Seminaren und Vorträgen aufgenommene Version, bei der das Publikum zum Tanzen und Mitsingen animiert wurde, erreicht seit 2007 hohe Aufrufzahlen bei YouTube. Der Ohrwurm soll stimmungshebend wirken, ist aber auch häufig Ziel von Kritik und Spott.

## Entstehung

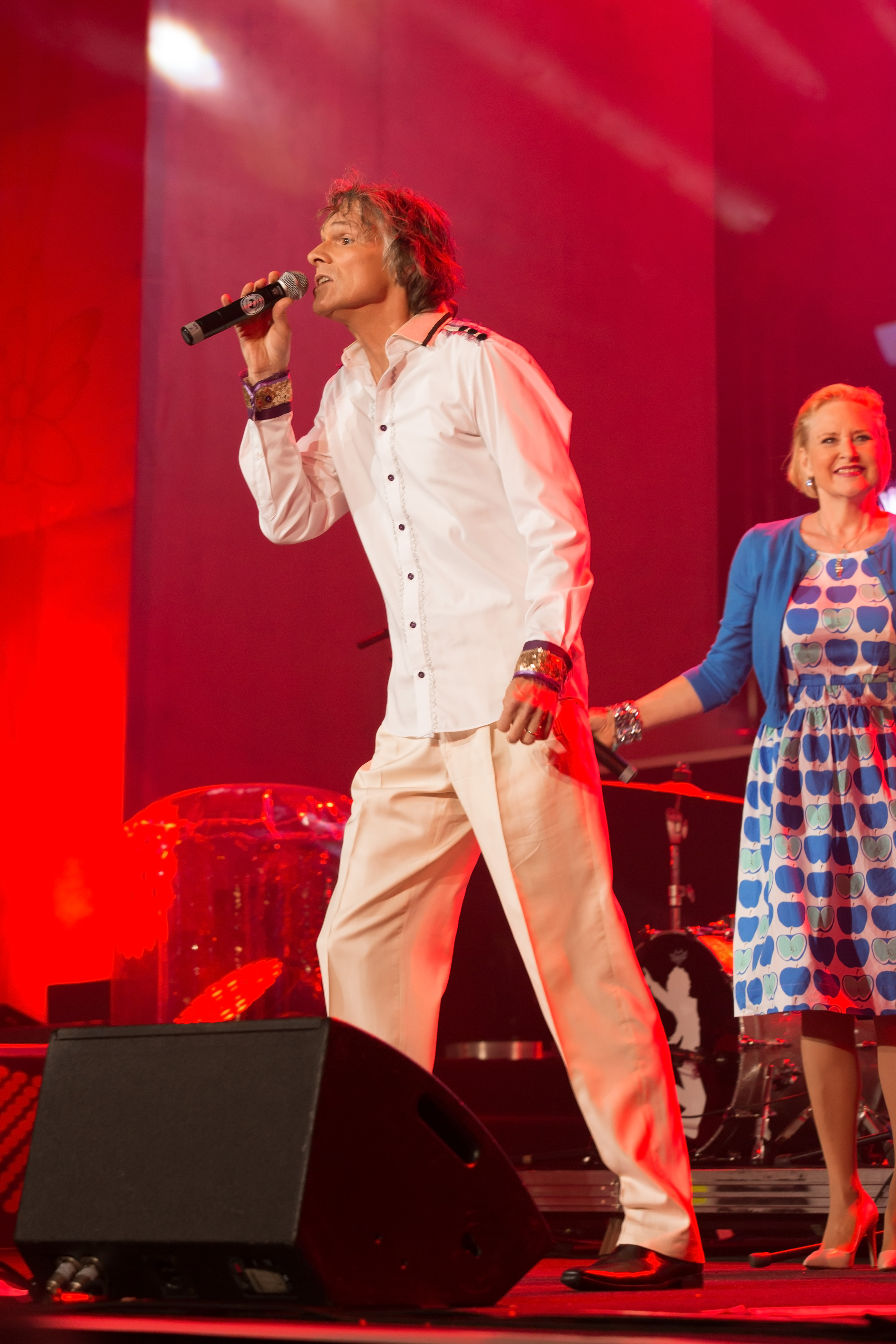
Michael Mosaro, hier mit Elisabeth Engstler 2015

Der österreichische Chansonnier Michael Mosaro berichtete in einem Interview mit Spirit TV zur Entstehung des Liedes, die Tanztherapeutin Astrid Kuby habe auf einer Messe in Hannover die für ihren Vortrag notwendige Musik-CD vergessen und den ebenfalls ausstellenden Mosaro um spontane Begleitung gebeten. Sie habe ihm die Lied-Idee vorgesungen und der Auftritt sei so gut gelungen, dass sie weitere gemeinsame Messebesuche absolvierten. Bei einem Vortrag in München entstand ein Video, bei dem Kuby, ihr Mann Clemens Kuby und Mosaro auf der Bühne das Lied und den zugehörigen Tanz vorführen. Das altersgemischte Publikum singt und tanzt den Vortragenden nach.

## Veröffentlichungen
Mosaro veröffentlichte das Video bei der Ersteinrichtung seines YouTube-Kanals im Dezember 2007, welches inzwischen über 1 Million Aufrufe hat. Der Reupload von einem anderen Nutzer erreichte bisher hingegen über 16 Millionen Aufrufe. 2008 kam das Lied als Single-CD in mehreren Versionen bei ZYX Records heraus. Es ist auch auf den beiden Alben Spirit Dance und Sing & Dance von Astrid Kuby enthalten.

## Musikalischer Aufbau
Das Lied in Cis-Dur besteht aus zwei Versen, die jeweils vier Takte lang sind und zuerst von den Vortänzern vor- und dann vom Publikum nachgesungen werden. Die rhythmische Struktur des 4/4-Taktes wird durch den Wechsel von Viertel- und Achtelnoten akzentuiert. Der erste Vers pendelt zwischen der Tonika Cis und der Dominante Gis und springt zuerst nur zwischen den drei Tönen Cis, Dis und Eis. Erst im letzten Takt beim Abschluss auf Ais-Moll endet der Vers auf Cis, His und Ais. Der zweite Vers transponiert die Pendelbewegung auf Ais, Gis und die Tonika Cis sowie den überschaubaren Tonvorrat auf Ais, Gis und Eis. Der letzte Takt ist wieder identisch, wird aber in der Wiederholung durch das Publikum nicht gesungen, sondern gerufen. Diese vier-versige Strophe wird im Lied mehrmals wiederholt – andere Songelemente kommen nicht vor.

## Inhalt

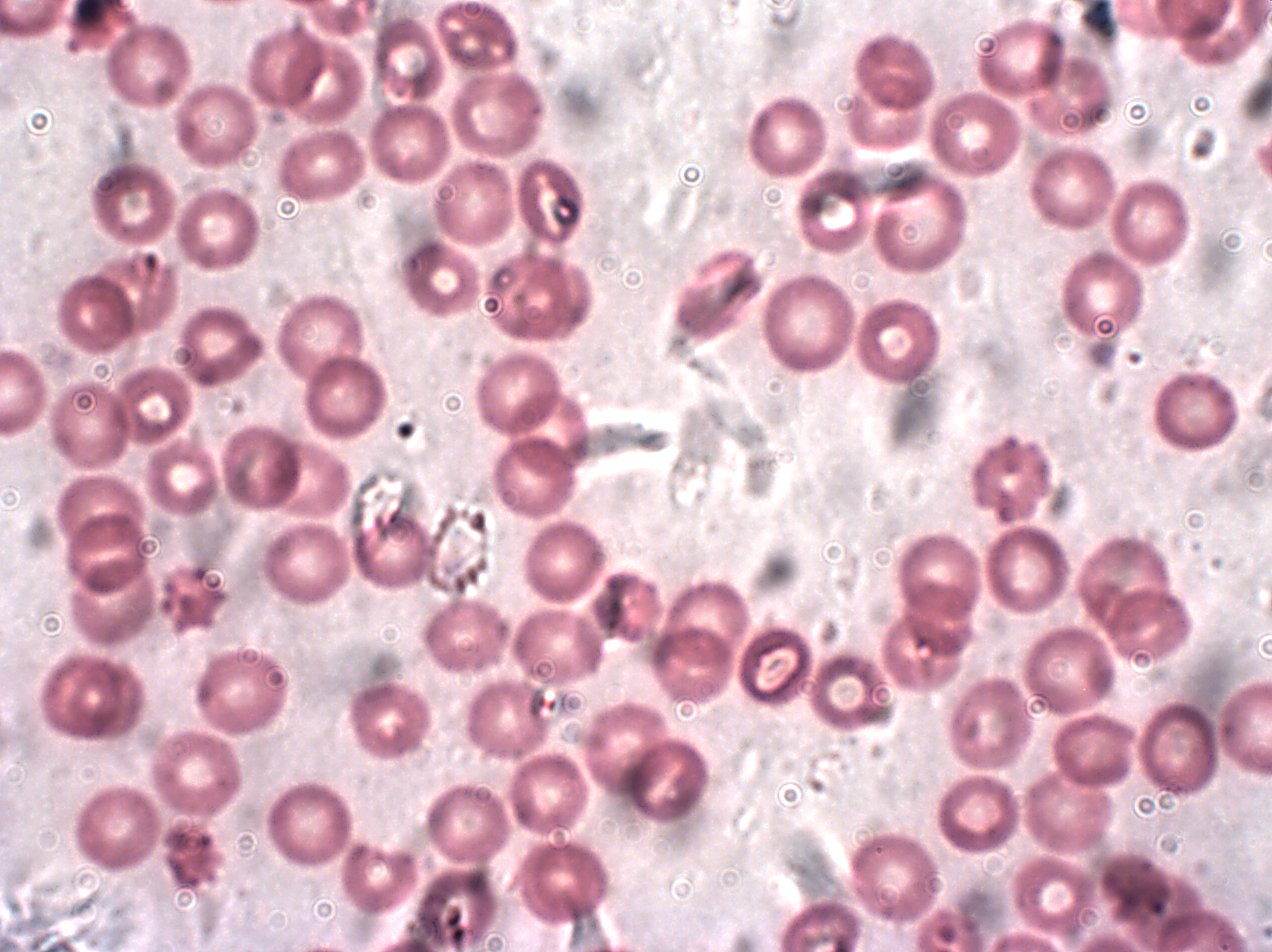
Menschliche Körperzellen

Im aus der Ich-Perspektive vorgetragenen Text wird dem eigenen Körper Wohlbefinden attestiert. Dabei wird der Körper als Kollektiv der Körperzellen aufgerufen, von der jede einzelne „glücklich“ und „voll gut drauf“ sei.

## Bedeutung, Kritik und Erfolg
Als virales Video fand der Titel einige Coverinterpreten – so auch im Hip-Hop-, Techno- und Heavy-Metal-Genre. Der Schlagersänger Mickie Krause veröffentlichte 2009 eine Rock-Parodie mit dem Text „Jede Stelle meines Körpers ist sexy, jede Körperstelle ist voll geil.“ Er erreichte damit Platz 87 der deutschen Charts.
Der Arzt und Motivator Stefan Frädrich fand das Video zwar „etwas albern“, ließ sich aber von der stimmungshebenden Wirkung des „Ohrwurms“ im Alltag überzeugen. Es ermögliche bei schlechter Laune oder in schwierigen Situationen einen „passenden Gedanken“, ein positives Gefühl, dem die Stimmung zu folgen im Stande sei, weshalb er das Lied gerne weiterempfiehlt.
Weniger gnädig urteilt 2010 Christian Kortmann in einer Kolumne Internetvideo der Woche in der Online-Ausgabe der Süddeutschen Zeitung über die im Video gezeigten Seminaristen: „Kollektiv geben sie zu, dass das Leben da draußen eine Überforderung für sie ist. Sie wünschen sich kindliche Naivität zurück, wollen einfach nur glücklich sein.“ Er kritisiert weiter die Einfachheit der Grammatik und Wortwahl: „voll gut drauf“ sei eine „80er-Jahre-Spätausläufer-Formulierung“, mit der man meine, sich „nonchalant“ ausdrücken zu können. Unterm Strich könne das als Mantra vorgetragene Lied die von Kuby und Mosaro behaupteten Selbstheilungskräfte nicht hervorrufen, vielmehr handele es sich bei dem Vortrag um „esoterischen Unsinn“, der die Besucher der teuren Seminare „weder glücklicher noch gesünder, sondern nur ärmer macht“. Auch Kortmann anerkennt aber die Eingängigkeit des Liedes, wenn er feststellt, das Lied versetze „die Gehirnzellen des Hörers in einen stadlhaften Schunkelzustand (…), das Mantra hallt lange nach. Dagegen kann [man] sich auch kaum wehren.“
Michael Mosaro selbst ist sich über die ambivalenten Reaktionen auf das Lied bewusst und akzeptiert, dass sich neben ernst gemeinten, lobenden Zuschriften auch viele Betrachter des Videos darüber lustig machen. Er stellt dazu fest: „Das Wesentliche dabei ist, dass die Botschaft (…) bei allen landet. Und wenn es einmal drinnen ist, dann geht’s nicht mehr so schnell raus. Und damit ist das Ziel erreicht.“